# Pseudolimnophila (Pseudolimnophila) megalops
Pseudolimnophila (Pseudolimnophila) megalops is een tweevleugelige uit de familie steltmuggen (Limoniidae). De soort komt voor in het Neotropisch gebied.